# Peyritschia koelerioides
Peyritschia koelerioides là một loài thực vật có hoa trong họ Hòa thảo. Loài này được (Peyr.) E.Fourn. miêu tả khoa học đầu tiên năm 1886.